# جوزيف س. رودريغيز
جوزيف س. رودريغيز (بالإنجليزية: Joseph C. Rodriguez)‏ هو عسكري أمريكي، ولد في 14 نوفمبر 1928 في سان بيرناردينو في الولايات المتحدة، وتوفي في 1 نوفمبر 2005 في إل باسو في الولايات المتحدة بسبب نوبة قلبية.